# Eusandalum filicorne
Eusandalum filicorne is een vliesvleugelig insect uit de familie Eupelmidae. De wetenschappelijke naam is voor het eerst geldig gepubliceerd in 1968 door De Santis.